# 热隆寺
热隆寺，位于西藏自治区日喀则地区江孜县热龙乡，是一座藏传佛教竹巴噶举派寺院，也是竹巴噶举派的祖寺。

## 简介

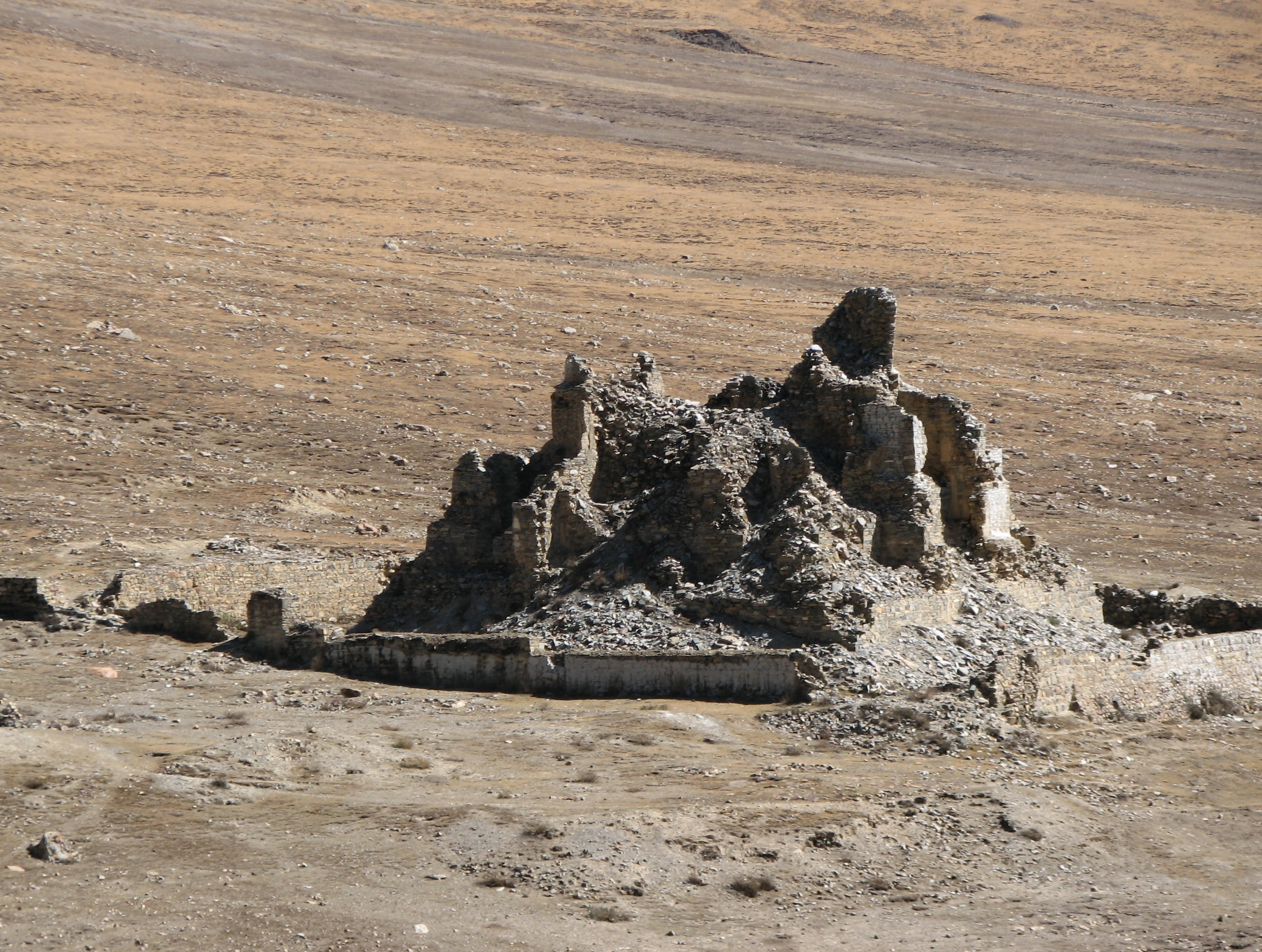
文革期间被毁的热隆寺建筑

热隆寺位于西藏自治区日喀则地区江孜县热龙乡境内，地处海拔4000米以上的一座夏季牧场。此处除了短暂的夏季气候爽朗之外，其余漫长的春季、秋季、冬季均是寒风刺骨。
热隆寺是藏传佛教竹巴噶举派的祖寺，始建于1180年。文化大革命后，该寺已经恢复。该寺虽规模较小，但对竹巴噶举派十分重要。在海内外的主巴噶举派中享有极高声誉。竹巴噶举派在不丹、锡金等国颇具势力，所以有时热隆寺还能获得这些国家的竹巴噶举派寺院的资助。21世纪初，热隆寺有住寺僧人20名。
由于常年气候寒冷，所以清晨到热隆寺朝拜的香客非常少。热隆寺平时经常将各殿堂上锁，并养了几条大型藏獒看护寺院。